# Município de Liberty (condado de Adams, Ohio)
O município de Liberty (em inglês: Liberty Township) é um município localizado no condado de Adams no estado estadounidense de Ohio. No ano de 2010 tinha uma população de 1.965 habitantes e uma densidade populacional de 17,55 pessoas por km².

## Geografia
O município de Liberty encontra-se localizado nas coordenadas 38° 48′ 16″ N, 83° 37′ 55″ O. Segundo a Departamento do Censo dos Estados Unidos, o município tem uma superfície total de 111.93 km², da qual 111,92 km² correspondem a terra firme e (0,02 %) 0,02 km² é água.

## Demografia
Segundo o censo de 2010, tinha 1.965 habitantes residindo no município de Liberty. A densidade populacional era de 17,55 hab./km². Dos 1.965 habitantes, o município de Liberty estava composto pelo 98,27 % brancos, o 0,2 % eram afroamericanos, o 0,61 % eram amerindios, o 0,25 % eram asiáticos e o 0,66 % eram de uma mistura de raças. Do total da população o 1,12 % eram hispanos ou latinos de qualquer raça.